# Madeveengronden
Een madeveengrond is een bodemtype binnen het Nederlandse systeem van bodemclassificatie dat behoort tot de kleiarme eerdveengronden. Het zijn gronden met een dunne veraarde bovengrond bestaande uit venig zand, zandig veen of veen. De dikte van de bovengrond is minder dan 50 cm; in veel gevallen nog geen 25 cm. In de ondergrond komt vaak eutroof veen (broekveen) voor. Op grotere diepte, vanaf 80–150 cm onder het oppervlak, bevindt zich vaak dekzand. Hierin wordt soms een begraven podzol aangetroffen.
Door bemesting, ontwatering en het gebruik als grasland is in madeveengronden de plantenstuctuur in de bovengrond door veraarding grotendeels verdwenen. Daarbij is moder ontstaan. De dikte van de bovengrond, de mate van veraarding en het organische stofgehalte kan op korte afstanden sterk variëren als gevolg van verschillen in bodemgebruik en/of grondbewerking.
Madeveengronden komen voor in de veenkoloniën op de grens van Drenthe en Groningen en in het grensgebied van Drenthe met Overijssel en Friesland. De naam van deze gronden is afgeleid van made, vochtige graslanden die als hooiland gebruikt worden.
Een vergelijkbare veengrond met een dikke veraarde bovengrond wordt geclassificeerd als een boveengrond.

## Schematische profielbeschrijving
De onderstaande tabel omvat een schematische uiteenzetting van het bodemprofiel van een madeveengrond.
| Horizont | Diepte   | Omschrijving                                                                   |
| -------- | -------- | ------------------------------------------------------------------------------ |
| Ah       | 0–18 cm  | zode, zwart veraard veen; graswortels; verder geen herkenbare plantenstructuur |
| AC       | 18–25 cm | overgangslaag; in de organische stof enige herkenbare plantenstructuur         |
| C        | 25–40 cm | geoxideerd broekveen                                                           |
| Cr       | 40–85 cm | gereduceerd broekveen                                                          |
| 2Cr      | > 85 cm  | gereduceerd, grijs, sterk lemig, matig fijn zand                               |